# سيس فـان كوتن
سيس فـان كوتن (بالهولندية: Cees van Kooten)‏ هو لاعب كرة قدم ومدرب كرة قدم هولندي في مركز الهجوم، ولد في 20 أغسطس 1948 في ألبلاسردام في هولندا، وتوفي في 24 أغسطس 2015 في ديفينتر في هولندا بسبب سرطان المريء. شارك مع منتخب هولندا لكرة القدم. أما مع النوادي، فقد لعب مع بي إي سي زفوله وغو أهد إيغلز ونادي أوترخت ونادي ليل.

## وصلات خارجية
- سيس فـان كوتن على موقع الاتحاد الأوربي (الإنجليزية)
- سيس فـان كوتن على موقع قاعدة بيانات كرة القدم.إي يو (الإنجليزية)
- سيس فـان كوتن على موقع ناشيونال فوتبول تيمز (الإنجليزية)
- سيس فـان كوتن على موقع عالم كرة القدم.نت (الإنجليزية)